# Raion de Ludza
El raion de Ludza (letó: Ludzas rajons) és un dels 26 raions en els quals es dividia Letònia fins a la reforma administrativa i territorial promulgada el 2009.